# Валя-Мілковулуй
Валя-Мілковулуй (рум. Valea Milcovului) — село у повіті Вранча в Румунії. Входить до складу комуни Регіу.
Село розташоване на відстані 161 км на північ від Бухареста, 27 км на захід від Фокшан, 99 км на північний захід від Галаца, 97 км на схід від Брашова.

## Населення
За даними перепису населення 2002 року у селі проживали 276 осіб, усі — румуни. Усі жителі села рідною мовою назвали румунську.